# خشخاش هجين

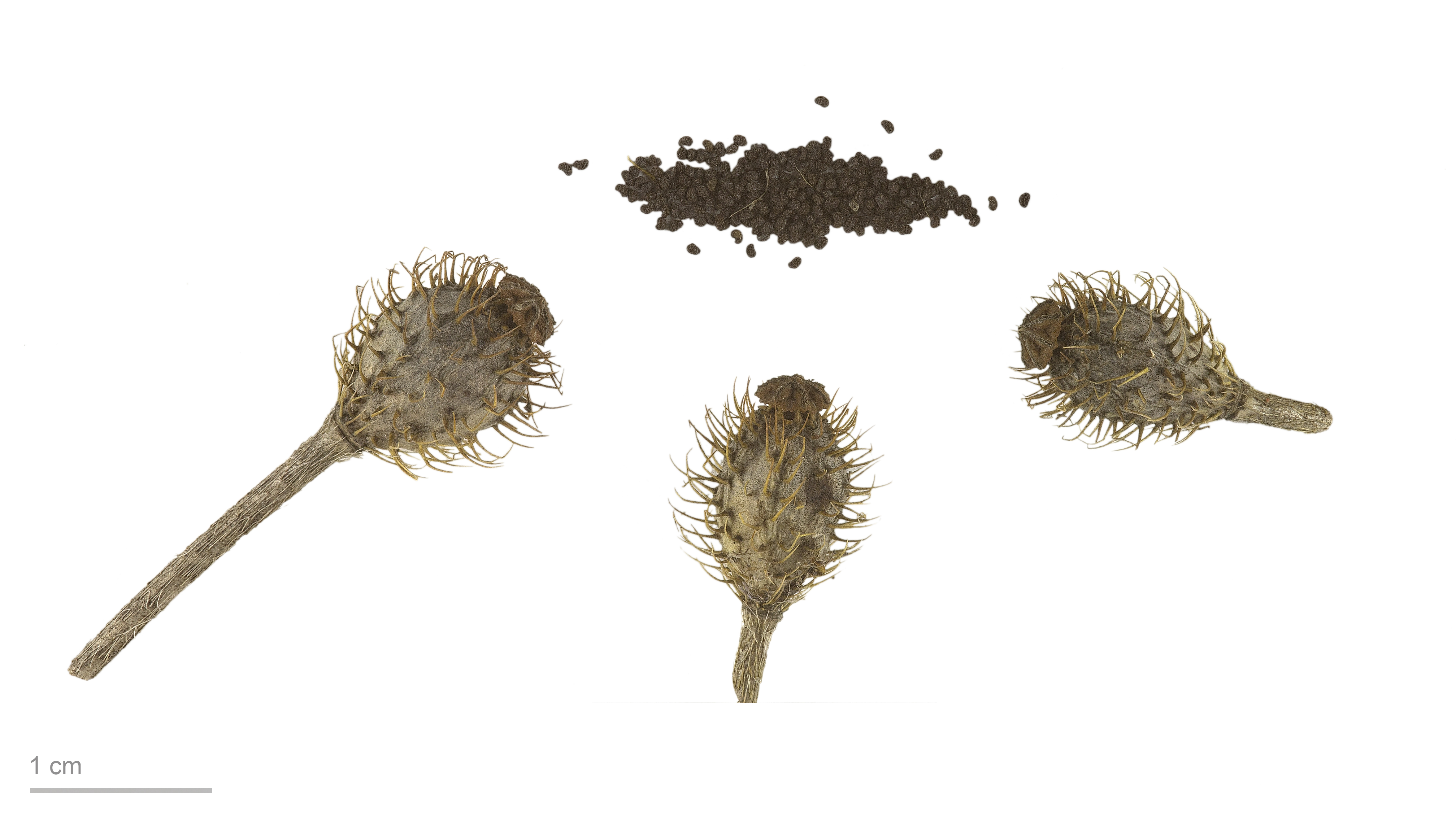
Papaver hybridum

الخشخاش الهجين أو أبو النوم هو نوع نباتي ينتمي إلى جنس الخشخاش في الفصيلة الخشخاشية.

## الموئل والانتشار
موطنه حوض البحر الأبيض المتوسط (بما فيه بلاد الشام ومصر والمغرب العربي) وتركيا وجنوب القوقاز وكثير من مناطق أوروبا.

## الوصف النباتي
لون الزهرة أحمر.

## مرادفات للاسم العلمي
- (باللاتينية: Papaver hispidum)
- (باللاتينية: Papaver siculum)